# Duck Stab/Buster & Glen
| Recensione              | Giudizio |
| ----------------------- | -------- |
| AllMusic                |          |
| Piero Scaruffi          | 6/10     |
| OndaRock                | 6/10     |
| Dizionario del pop-rock |          |

Duck Stab/Buster & Glen è il quarto album dei The Residents pubblicato nel 1978 dalla Ralph Records.

## Storia
Il disco viene spesso chiamato anche semplicemente Duck Stab, poiché Duck Stab! (con il punto esclamativo), era un EP di 7 canzoni uscito poco tempo prima sempre nel 1978 contenente brani più brevi simili a quelli presenti sul primo lato dell'album Fingerprince. L'altro EP Buster & Glen avrebbe invece dovuto essere il seguito di Duck Stab!, ma invece diventò la facciata B del LP con Duck Stab! riproposto sulla prima facciata. 

## Il disco
Duck Stab/Buster & Glen segna una definizione del loro suono che, a partire da questa uscita ha iniziato a essere meno rumorista e più vicino al formato canzone della new wave. Si tratta inoltre dell'album meno sperimentale del gruppo di San Francisco e uno dei pochi a non essere un concept album. L'album è costituito da una serie di brevi brani dall'impianto sonoro ermetico e scarno, con ritornelli ripetitivi e spesso ossessivi, ennesima parodia delle classiche pop songs mainstream. Nello specifico l'inespressiva Bach is Dead ("Bach è morto") è una metaforica dichiarazione da parte del gruppo dell'inarrestabile declino della tradizione della musica occidentale nel ventesimo secolo.

### Origine
Duck Stab! venne pubblicato inizialmente nel febbraio del 1978, in formato EP. Esso conteneva sette canzoni maggiormente fruibili per il pubblico di massa rispetto agli arditi sperimentalismi passati della band, con testi surreali e psichedelici finalmente ben decifrabili all'ascolto. L'EP riscosse un buon successo, esaurendo le poche copie disponibili molto velocemente. Sfortunatamente, la qualità sonora dei brani sull'EP non era eccelsa perché i Residents avevano cercato di comprimere sedici minuti di musica in due 45 giri. La band decise quindi di ripubblicare le canzoni in un album vero e proprio di più ampio respiro al fine di migliorarne il sound. Per far questo, presero un EP simile ancora inedito intitolato Buster & Glen e lo unirono insieme ai brani di Duck Stab! così da creare un LP completo. Duck Stab/Buster & Glen fu pubblicato nel novembre successivo, venendo in seguito rinominato semplicemente Duck Stab.

## Accoglienza
L'album ha ricevuto molte valutazioni appena sufficienti. AllMusic dà al disco un voto pari a 3 stelle su 5 e sostiene che "inizialmente (Duck Stab/Buster & Glen) può sembrare irritante e stupido, ma col tempo ti senti costretto ad ascoltarlo ancora e ancora." Molto più positivo è invece Robert Dimery, che lo ha inserito fra i suoi 1001 Albums You Must Hear Before You Die (1001 album da ascoltare prima di morire).
Le versioni più brevi dei brani, resero l'album più accessibile per i fan che avevano recentemente scoperto il gruppo grazie alla cover di Satisfaction dei Rolling Stones; mentre canzoni come Constantinople e Semolina ingrossarono le file dei cultori della band. Il disco vede la partecipazione del chitarrista Philip "Snakefinger" Lithman, sia come strumentista che come cantante nella traccia Constantinople.

## Tracce
- Tutti i brani sono opera dei The Residents.

Lato A
1. Constantinople - 2:23
2. Sinister Exaggerator - 3:28
3. The Booker Tease - 1:04
4. Blue Rosebuds - 3:08
5. Laughing Song - 2:12
6. Bach Is Dead - 1:12
7. Elvis and His Boss - 2:29

Lato B
1. Lizard Lady - 1:54
2. Semolina - 2:48
3. Birthday Boy - 2:41
4. Weight-Lifting Lulu - 3:11
5. Krafty Cheese - 1:59
6. Hello Skinny - 2:41
7. The Electrocutioner - 3:20

### Bonus tracks CD 1987
1. Disaster
2. Plants
3. Farmers
4. Twinkle

## Formazione
- The Residents – arrangiamenti, produzione, composizione, strumenti vari
- Ruby – voce
- Snakefinger – voce, chitarra
- G. Whifler – fotografia

## Cover dei brani
- Sinister Exaggerator è stata reinterpretata dai Primus sul loro EP del 1992 Miscellaneous Debris. I brani Constantinople e Hello Skinny furono inoltre reinterpretati dai Primus nella ristampa del 2002 di Frizzle Fry.
- Bach Is Dead è stata reinterpretata dagli Idiot Flesh sul loro album del 1997 Fancy.